# Bupleurum apiculatum
Bupleurum apiculatum är en flockblommig växtart som beskrevs av Imre Frivaldszky. Bupleurum apiculatum ingår i släktet harörter, och familjen flockblommiga växter. Inga underarter finns listade i Catalogue of Life.